# Schweizerischer Lehrerinnenverein
Der Schweizerische Lehrerinnenverein (SLiV) war eine 1893 gegründeter Interessenverband für Lehrerinnen in der Schweiz.
Der Verein wurde 1989 Kollektivmitglied des Dachverbandes Schweizer Lehrerinnen und Lehrer (LCH) und 1994 als Verein aufgelöst. Der Verein bestand aus den Sektionen (Stand 1954): Aargau, Baselland, Baselstadt, Bern, Biel, Bienne, Burgdorf, Büren-Aarberg, Emmental, Fraubrunnen, Freiburg, Ober-Aargau, Oberland, Schaffhausen, Solothurn, St. Gallen, Thun, Tessin, Thurgau und Zürich.

## Tätigkeiten
Der Verein sollte insbesondere der Verbesserung der sozialen Sicherheit der Lehrerinnen dienen: Er half bei der Stellensuche von weiblichen Lehrpersonen, organisierte Weiterbildungskurse, engagierte sich für gleiche Löhne für Lehrerinnen und Lehrer und für die Zulassung von Frauen in den Schulbehörden, er unterhielt eine Stellenvermittlung, unterstützte alters- und pflegebedürftige Vereinsmitglieder finanziell und baute und unterhielt ein Heim als Alters- und Erholungsheim für Lehrerinnen.
Der Verein ging ab 1896 über seine ursprüngliche Zielsetzung hinaus und wandte sich vermehrt der Frauenrechtsbewegung zu.

## Zentralpräsidentinnen
Mitbegründerin und Zentralpräsidentin von 1902 bis 1920 war Emma Graf Bern,
ihr folgten: Anna Keller Basel 1920 bis 1924, Rosa Göttisheim Basel 1924 bis 1932, Martha Schmid Zürich 1932 bis 1940, Emma Eichenberger Zürich 1940 bis 1950, Elsa Reber St. Gallen 1950 bis 1962, Dora Hug Bern 1962 bis 1971, Agnes Liebi Bern 1971 bis 1978, Marianne Vollenweider Zürich 1978 bis 1982, Helen Lüthi Burgdorf 1982 bis 1989?.
Von 1920 bis 1932 wurde das Sekretariat des Vereins von Georgine Gerhard in Basel geführt, wo sich der damalige Sitz des Vereins befand. Als 1932 die Sektion Zürich das geschäftsleitende Büro des Lehrerinnenvereins übernahm, versah Emma Eichenberger das Amt einer der beiden Schriftführerinnen und wurde später Vize- und Zentralpräsidentin.

## Publikationen
- Organ des Schweizerischen Lehrerinnenvereins war die Schweizerische Lehrerinnen-Zeitung, die von 1896 bis 1982 erschien.[4]

- Der Lehrerinnenverein gab von 1925 bis in die 1980er Jahre zusammen mit dem Schweizerischen Lehrerverein die Schweizerfibel, ein Erstlesebuch zum Schriftspracherwerb (Lesenlernen) für Kinder in der ersten Klasse der Volksschule, heraus.

- Maria Linder: Lesestörungen bei normalbegabten Kindern, 1962

Die Akten des Vereins befinden sich im Gosteli-Archiv.